# Маньковичі
Маньковичі (біл. Манькавічы) — село в Білорусі, у Столинському районі Берестейської області. Орган місцевого самоврядування — Маньковицька сільська рада.

## Історія
За даними українського націоналістичного підпілля, 14 жовтня 1943 року на річці Горинь поблизу села більшовики підірвали паром.

## Населення
За переписом населення Білорусі 2009 року чисельність населення села становило 2142 особи.